# 塞尔维亚道路
塞尔维亚当局把境内公路分为公共公路和暂不分类公路两部分。公路网主要指的是公共公路。塞尔维亚公路网分为一级国道、二级国道、市政道路和普通街道四个部分。负责公路日常维修和建设的为塞尔维亚道路公司。

## 简介
塞尔维亚的公路系统比较发达，有超过45000公里的公路，但是有2/5的公路由砾石或泥土制成。公路交通最重要的枢纽是首都贝尔格莱德。塞尔维亚境内最大的山脉帕奥尼克山上有其海拔最高的公路。塞尔维亚的公路网包括2960座在国道上的桥梁，这些桥梁的46%处在一级国道上，54%处在二级国道上。一级国道和二级国道有85个隧道，总长度为14公里。